# ブロードキャスターのコーナー一覧
ブロードキャスターのコーナー一覧（ぶろーどきゃすたーのこーなーいちらん）は、TBS系列で放送された報道・情報番組『ブロードキャスター』内で行われてきた企画およびコーナーを示している。

## オープニング
タイトルロゴ表示後、お天気カメラからの映像を流しながら、福留功男から「○月△日（放送日）、土曜日です」とのコメントからスタートする。ここで福留・三雲孝江（2004年10月より久保純子）が季節の会話を行う。三雲から久保に交代以降、スタジオから入る場合もあったり、「○月△日（放送日）、土曜日です」のコメントが無かったりと、放送日によってまちまちであった。
メインキャスターの挨拶でスタートし、ゲストコメンテーター・アンカーマン（2004年9月まではゲストコメンテーターのみ）の紹介が行われてきたが、2008年1月12日から、福留・久保が挨拶した直後、最初の特集のフリが行われるようになり、ゲストコメンテーター・アンカーマンの紹介も最初の特集のVTR明けへと変更された。

## 特集
主に一週間の目立った出来事をVTRで紹介し、コメンテーターがコメントする。概ね2本立て（2005年春の「どスポ!」開始以前は、「お父さんのためのワイドショー講座」終了後にもう1本）で、後期は1本目に一週間で最も目立った出来事について触れ、2本目にサブカルチャーなど軟らかい内容について触れるというパターンが多かった。
2007年5月の竹内由布子産休後は、福留功男と久保純子が自ら取材を行う機会が増えた。

## 超どスポ!
当日のスポーツニュースやスポーツに関する話題を伝えるコーナー。その日の試合結果は手短に、競馬予想を重点的に行う。特にコーナー名はなかったが、2005年4月9日から土井敏之が復帰し、スポーツコーナーを強化するにあたってコーナー名をつけた。「どスポ!」の名前は「土井が伝える土曜日のスポーツ」から来ている。2007年12月22日まで使用されていたスポーツ新聞形式のフリップボードの編集・発行人の欄は「ブロードキャスター責任編集 発行人・福留功男」となっていた（土井の名がないが、福留は編集人ではなく発行人なので問題はない）。
- 2005年4月9日から2007年12月22日までは「どスポ!」として「ワイドショー講座」の後で行っていたが、2008年1月12日より、10時台の特集の後で行われるように変更され、同時にコーナータイトルも「超どスポ!」に変更された。
- スポーツコーナーの冒頭は土井がバナナの叩き売りの要領で口上を述べる。
- 中央競馬のG1レース前日には競馬予想のコーナーが設けられ、スクウェア（現・スクウェア・エニックス）の競馬ゲーム「パワーステークス」による模擬レース、「天才競馬予想犬」の「プリンちゃん」（飼い主の合図で出馬表に前足を指し示し「予想」していた）、そして福留による予想が行われていた。模擬レースの実況は小早川正昭が往年の語り口で務めていた。
- 2007年3月3日は土井が松坂大輔の取材で渡米中（特集1で登場）のため久保純子が代わりに進行。「どスポ!」というコーナータイトルとフリップボードは使われなかった。

歴代キャスター
前身のスポーツコーナー担当を含む。土井（第1期）、有馬は『スーパーサッカー』と掛け持ちしていた。

- 清原正博（ - 1992年9月）
- 戸崎貴広（1992年9月 - 1993年9月）
- 田中宏明（1993年10月 - 1994年3月）
- 初田啓介（1994年4月 - 1997年3月）
- 土井敏之（第1期、1997年4月 - 2003年3月）
- 有馬隼人（2003年4月 - 2004年3月）
- 小笠原亘（2004年4月 - 2005年3月）
- 土井敏之（第2期、2005年4月9日 - 2008年9月20日）

## ブロードキャスター事件簿
原山理一郎が主に殺人など深刻な内容の事件を「国内外問わず」レポートする（女性キャスターがレポートする場合もある。原山と竹内由布子が同一事件を分担してレポートしたこともあった）。
- VTR終了後の質疑応答は滅多に行なわれず、福留の「ブロードキャスター事件簿でした」の一言でコーナーが終了することがほとんどである（2004年9月まで、および2008年1月以降はVTR中にコメンテーター陣が「お父さんのためのワイドショー講座」のために席替えしており、質疑応答のしようがなかった）。
- 内容によってはコーナータイトルのつかない普通の特集になることがあり、その場合も原山がレポートすることが多い。また横峯良郎がゲストの時にゴルフ企画に振り替えられたことがあった。

## ニュース（JNN）
ストレートニュースのコーナー。当時の一般定時ニュースと異なり、キャスターが原稿を読み上げる際の画面下やVTR中の画面右上に項目クレジットは一切表示されなかった。
- コーナー開始時、柴田や待井は福留功男から毎回「柴田君」「待井君」と紹介されていたが、以後はほとんど紹介されなくなった（稀に紹介される時の敬称も「君」から「さん」となった。土井に対しては従来通り「土井君」）。
- 竹内担当当初、取材などでスタジオに不在の場合は山田愛里（当時、日曜深夜の『JNNニュース』担当）が代役を務めていたが、山田が『みのもんたの朝ズバッ!』に移った2005年4月以降はレギュラー陣以外からの代役は起用されず、福留が代わりにニュースを読むか（特に放送時間繰り下げ時）、コーナーそのものが休止となった。
- 竹内の産休中は土井が担当していた。
- 2007年12月22日までは「7days」の後に行われていたが、2008年1月12日からは「ワイドショー講座」の後に行われるようになった。

歴代キャスター
- 柴田秀一（ - 1994年9月、平日朝の『ザ・フレッシュ!』起用のため交代）
- 待井由美子（報道局記者、1994年10月 - 1998年6月）
- 本田三奈（報道局記者、1998年7月 - 2000年3月）
- 長岡杏子（2000年4月 - 2004年9月、平日昼の『（特）情報とってもインサイト』起用のため交代）
- 竹内由布子（第1期、2004年10月 - 2007年5月19日）
- 土井敏之（2007年5月26日 - 同年9月22日）
- 竹内由布子（第2期、2007年10月6日 - 2008年9月20日）

## エンディング
下記の天気予報が中心となり、時間に余裕がある場合には、コメンテーターに翌日及び来週一週間の動き等を会話する。番組テーマ曲のCDプレゼントがある場合には、その日扱ったニュース・スポーツニュースの映像、もしくはお天気カメラのライブ映像を流しながら、テーマ曲を少しでも長く聴かせるようにしている。

### 天気予報
- 翌日の天気状況を伝える。月曜日がハッピーマンデー等の祝日・休日になる場合は、その模様も併せて伝えられる。2004年10月9日から久保純子が担当している。久保以前は長岡杏子などニュースのキャスターが伝えていた（柴田が伝えていたかは不明）。2006年6月17日放送分より、天気予報時の背景が、お天気カメラによるライブ映像が流されている。但し、月曜日の天気が伝えられる場合は、従前の背景が使われている。なお、最終回となった2008年9月20日には、福留が番組終了の挨拶を行ったため、このコーナーは、1週前の2008年9月13日を以って終了した。

## 番組終了前に終了したコーナー

### 7days
- 国内外の一週間の出来事を、あるキーワードでくくって振り返る。
- 2006年10月から、途中に「ウィークリーサプライズ」という、世界各地のビックリ映像をまとめたコーナーが入るようになった（それ以前も以後そのような映像は使われているが、ひとまとめにはしていない）。
- 2007年12月22日でコーナーは終了したが、2008年1月12日以降、ニュースコーナーの前に1本映像が流されるようになっていた。なお、後継番組『情報7days ニュースキャスター』→『新・情報7DAYS ニュースキャスター』でも、オープニング直後に「今週のニュース7days」→「7DAYS REPORT」というタイトルで、今週国内外の一週間の出来事をまとめて紹介するコーナーが設けられている。

### 夜汽車中継
- 番組開始初期に放送されていた中継コーナー。各地のひなびた駅から生中継し、そこへやって来る夜汽車へ乗車する者、あるいは夜汽車から降りていく人へフォーク歌手の友川かずきがインタビューするもの。コーナーBGMは中島みゆきの「ホームにて」。しかしコーナーは長く続かず、僅か3ヶ月の短命に終わった。

### コントコーナー
- ザ・ニュースペーパーによるコントコーナーがあった。放送は「お父さんのためのワイドショー講座」の直前。